# Sokala-Sobara
Sokala-Sobara est une localité du centre de la Côte d'Ivoire et appartenant au département de Dabakala, Région du Hambol. La localité de Sokala-Sobara est une Sous-préfecture. Le Décret n° 2011-263 du 28 portant création de la Sous-préfecture de Sokala-Sobara. Le premier sous-préfet s'appelle Barro Habib Mohamed. À côté de l'administration, il y a une structure traditionnelle bien organisée.
Sokala-Sobara est le Chef-lieu du Canton SAKALA ou SOKALA qui provient de SOKARA c'est dire la viande de biche. Pour mieux comprendre l'histoire de la création de Sokala-Sobara, il faut lire le sacrement constitutionnel de Bazoumana Ouattara. L'actuel Chef Canton du SAKALA est sa Majesté Domba Fofana dont le siège est a Sokala-Sobara, mais qui règne sur un territoire qui s'étend des frontières du pays Tagbana à celles du Kafou. Le chef du village de Sokala-Sobara est Monsieur Sikrogodjin Ouattara. Il fait office de Chef central des 15 villages composant la sous-préfecture.
La MUDESS travaille pour le mieux-être de la population du village de Sokala-Sobara. La MUDESS est la mutuelle pour le développement de Sokala-Sobara. Les dirigeants successifs de la MUDESS sont : Ouattara Kouédja, Fofana Pémignan M., Fofana Lassina, Ouattara B. Djandé Samuel.
Grâce au dynamisme de sa population et une jeunesse proactive, Sokala-Sobara est une belle petite cité en devenir.